# Öregcsertő megállóhely
Öregcsertő megállóhely egy megszűnt magyarországi megállóhely Bács-Kiskun megyében. A Magyar Államvasutak Zrt. üzemeltette.

## Vasútvonalak
A megállóhelyet az alábbi vasútvonalak érintik:
- Kiskőrös–Kalocsa-vasútvonal

## Kapcsolódó állomások
A megállóhelyhez az alábbi állomások vannak a legközelebb:
- Szakmár megállóhely (Kiskőrös–Kalocsa-vasútvonal)
- Kecel-Szilos megállóhely (Kiskőrös–Kalocsa-vasútvonal)

## Megközelítése
Öregcsertő északi részén helyezkedik el, közúti megközelítését a Kalocsai utcából kiágazó, alig 100 méteres önkormányzati út biztosítja.

## Forgalom
A megállóhelyen a személyforgalom 2007 március 4-én leállt.